# Teinobasis rajah
Teinobasis rajah е вид водно конче от семейство Coenagrionidae. Видът не е застрашен от изчезване.

## Разпространение
Разпространен е в Бруней, Индонезия (Калимантан) и Малайзия (Западна Малайзия, Сабах и Саравак).